# Sericania alternata
Sericania alternata är en skalbaggsart som beskrevs av K. Sawada 1938. Sericania alternata ingår i släktet Sericania och familjen Melolonthidae. Inga underarter finns listade i Catalogue of Life.